# Niegosławice (powiat pińczowski)
Niegosławice – wieś sołecka w Polsce położona w województwie świętokrzyskim, w powiecie pińczowskim, w gminie Złota.
W latach 1975–1998 miejscowość należała administracyjnie do województwa kieleckiego.

## Części wsi
| SIMC    | Nazwa   | Rodzaj    |
| ------- | ------- | --------- |
| 0280420 | Rozdole | część wsi |

## Historia
Niegosławice wieś w powiecie pińczowskim gminie Złota, parafii Chroberz, w pobliżu rzeki Nidy odległa 11 wiorst od Pińczowa.

W 1827 r. wieś w parafii Pełczyska, posiadała 30 domów, 211 mieszkańców.

Folwark i wieś Niegosławice posiadały rozległość 476 mórg. Budynków murowanych w liczbie 1, drewnianych 14. Stosowano płodozmian 9.polowy.

Wieś Niegosławice osad 47, z guntem mórg 218.

Według Długosza (L.B. t.I s.409) Niegosławice wieś w parafii Pełczyska stanowiły własność Sędziwoja Tyczyńskiego i Mikołaja Złockiego herbu Półkoza, miały łany kmiece i karczmy. Dziesięciny z tej wsi płacono aż w cztery miejsca. Pleban w Pełczyskach pobierał z ról na których dawniej siedzieli „nobiles et milites”, a na których już w XV w, „cmethones locati sunt”. Z folwarku Tyczyńskiego dziesięciny brał proboszcz w Ślęcinie.
Biskup krakowski i proboszcz wiślicki pobierali takie każdy z oddzielnych pól.

## Urodzeni w Niegosławicach
Adolf Dygasiński
Polski powieściopisarz, piewca Ponidzia i ziemi Kielekiej urodził się 7 marca 1839 w Niegosławicach koło Pińczowa, zmarł 3 czerwca 1902 w Grodzisku Mazowieckim. 
Rok 2010 ogłoszono w Polsce Rokiem Adolfa Dygasińskiego. W czerwcu 2010 w ramach tych obchodów w Niegosławicach odsłonięto obelisk okolicznościowy, upamiętniający fakt narodzin Adolfa Dygasińskiego w Niegosławicach, który poświęcił ksiądz Jerzy Korona. 